# Il fanciullo del West (film 1917)
Il fanciullo del West (The Man from Painted Post) è un film muto del 1917 diretto da Joseph Henabery. La sceneggiatura di Douglas Fairbanks si basa sul racconto Silver Slippers di Jackson Gregory, pubblicato nel novembre 1916 su Adventure Magazine. Anche produttore e protagonista della storia, Fairbanks aveva al suo fianco come altri interpreti Eileen Percy, Frank Campeau, Frank Clark, Herbert Standing.

## Trama
Fingendosi un novellino senza alcuna esperienza, al V-Bar Ranch arriva 'Fancy Jim' Sherwood, un detective ingaggiato dall'associazione degli allevatori con il compito di indagare sui numerosi furti di bestiame che si verificano nella zona. Ben presto, il nuovo arrivato si rende conto che dietro ai furti si nasconde "Bull" Madden, un rude cowboy che ha messo gli occhi su Jane Forbes, la bella maestrina del paese a cui fa la corte anche Jim. Quando però Madden rapisce la ragazza, Jim abbandona ogni finzione e, gettandosi all'inseguimento del fuorilegge, dimostra di non essere per niente il pivello buono a nulla che aveva finto di essere fino a quel momento. Gettando la maschera, si dimostra un cavaliere provetto, un ottimo tiratore e un campione del lazo. Catturato Madden e salvata la maestrina, Jim conquista il cuore della ragazza.

## Produzione
Il film, che in origine aveva come titolo quello di Fancy Jim Sherwood, fu prodotto dalla Douglas Fairbanks Pictures. Venne girato nel Wyoming, dove gli attori e la troupe si erano recati nell'agosto 1917. In gran parte al Riverside Ranch, nei pressi di Laramie dove vennero messi a loro disposizione un terreno di 160.000 acri e una mandria di 30.000 capi di bestiame. Le riprese durarono circa un mese. Secondo una fonte dell'epoca, Joseph Henabery, assistito da Billy Shay, montò il film sul treno che lo portava attraverso il continente da Los Angeles a New York.

## Distribuzione
Il copyright del film, richiesto dalla Artcraft Pictures, fu registrato il 24 settembre 1917 con il numero LP11456.

Distribuito dalla Artcraft Pictures Corporation, il film uscì nelle sale statunitensi il 30 settembre 1917. In Danimarca, uscì il 31 gennaio 1921 con il titolo Med Smil og Revolver. Nello stesso anno, la De Cippico lo distribuì in Italia con il visto di censura numero 15825. In Francia, prese il titolo Le Sauveur du ranch, in Svezia quello di Detektiven från River Post.
Masterizzato da una pellicola in 16mm, il film è stato messo in commercio nel novembre 2008 e, quindi, nel 2019, dalla Grapevine Video.

### Conservazione
Copia completa della pellicola si trova conservata negli archivi del Museum Of Modern Art di New York.